# Chiens perdus sans collier
Pour le film homonyme, voir Chiens perdus sans collier (film).
Chiens perdus sans collier est un roman de Gilbert Cesbron, paru en 1954 aux éditions Robert Laffont, puis en poche aux éditions J'ai lu en 1970 et dans une édition bibliophilique illustrée par Nathalie Chabrier aux éditions Édito-service en 1976.

## Résumé
L'auteur évoque dans son récit, de manière émouvante, le sort d'enfants qui commettent des délits et qui, issus de milieux sociaux défavorisés, sont aidés par un juge des enfants et les membres d'un foyer d'accueil, dévoués corps et âme à leur métier.

## Réception
Le roman a été un très grand succès de librairie dans les années 1950 et 1960, pour avoir été édité à environ quatre millions d'exemplaires. 

## Adaptation cinématographique
- Chiens perdus sans collier, sorti en 1955, réalisé par Jean Delannoy, avec Jean Gabin, Robert Dalban et Jean-Jacques Delbo